# Digimon Adventure:
Digimon Adventure: (デジモンアドベンチャー: Dejimon Adobenchā:, n.đ. 'Cuộc phiêu lưu của Digimon:') là series anime thứ tám của series anime truyền hình Digimon được sản xuất bởi Toei Animation. Anime này là bản làm lại của series Digimon Adventure năm 1999, được phát sóng tại Nhật Bản từ ngày 5 tháng 4 năm 2020 đến ngày 26 tháng 9 năm 2021 trên Fuji TV. Bài hát mở đầu là Mikakunin Hikōsen do Tanimoto Takayoshi trình bày, các bài hát kết thúc lần lượt là Kuyashi-sa wa tane do Fujikawa Chiai trình bày từ tập 1 đến 13, Q? do Reol trình bày từ tập 14 đến 26, Mind game của Maica_n từ tập 27 đến 38, Overseas Highway của Wolpis Carter từ tập 39 đến 54 và Dreamers của ATEEZ từ tập 55 đến hết tập 67. Các bài hát được lồng trong anime là Be the Winner, X-treme Fight và Break the chain của Tanimoto Takayoshi.

## Nội dung
Năm 2020, mạng máy tính đã trở thành một phần quan trọng trong cuộc sống của con người. Một thế giới vô tận ở bên kia mạng mà nhân loại không hề biết đến, đó là Thế giới Kỹ thuật số, nơi mà có sự tồn tại của các Digimon. Taichi cùng với sáu đứa trẻ khác chuẩn bị cho trại hè cuối tuần, trong khi mẹ cậu và Hikari, em gái cậu, đi đến Shibuya và gặp phải sự cố dọc đường. Taichi chạy đến Shibuya giúp mẹ và em gái mình, nhưng cậu bị cuốn vào Thế giới Kỹ thuật số do là một trong Những đứa trẻ được chọn. Tại đó, Taichi và những đứa trẻ khác gặp Digimon đồng hành của mình và bước vào chuyến phiêu lưu mà họ không hề hay biết.

## Sản xuất
Theo thông tin ban đầu từ trang web Toei Animation châu Âu, Digimon Adventure dự kiến sản xuất và phát sóng 66 tập.. Tuy nhiên vào ngày 2 tháng 9 năm 2021, trang web chính thức của Digimon đăng lịch phát hành trong tháng 9 đã thông báo anime này sẽ phát hành thêm một tập vào ngày 26 tháng 9 cùng năm nên số tập được sản xuất và phát sóng lên 67 tập. Việc tăng thêm số tập phát sóng của Digimon Adventure: nằm đảm bảo bộ anime này sẽ kết thúc ngay trong cuối tháng 9 để đầu tháng 10 sẽ phát hành series anime tiếp theo được công bố trong sự kiện DigiFes 2021 ngày 1 tháng 8 trước đó.

### Phân vai lồng tiếng
| Nhân vật        | Diễn viên lồng tiếng Nhật |
| --------------- | ------------------------- |
| Yagami Taichi   | Sanpei Yuuko              |
| Ishida Yamato   | Namikawa Daisuke          |
| Takenouchi Sora | Shiraishi Ryouko          |
| Izumi Kōshirō   | Kobayashi Yumiko          |
| Tachikawa Mimi  | Kouno Marika              |
| Kido Jō         | Kusao Takeshi             |
| Takaishi Takeru | Han Megumi                |
| Yagami Hikari   | Watada Misaki             |
| Agumon          | Sakamoto Chika            |
| Gabumon         | Yamaguchi Mayumi          |
| Piyomon         | Shigematsu Atori          |
| Tentomon        | Sakurai Takahiro          |
| Palmon          | Mizowaki Shihomi          |
| Gomamon         | Takeuchi Junko            |
| Patamon         | Matsumoto Miwa            |
| Tailmon         | Sonozaki Mie              |

## Truyền thông
Digimon Adventure: được công bố chính thức trong tạp chí V Jump của Shueisha vào ngày 20 tháng 1 năm 2020. Ngày phát sóng dự kiến được công bố là ngày 5 tháng 4 năm 2020 trong trailer đầu tiên được Toei phát hành trước đó vào ngày 6 tháng 3 năm 2020.

### Tạm dừng phát sóng
Sau khi phát sóng 3 tập đầu tiên kể từ ngày 5 tháng 4 năm 2020, Toei và Fuji TV thông báo tạm ngừng phát sóng Digimon Adventure: cùng với One Piece từ ngày 26 tháng 4 năm 2020 do ảnh hưởng của đại dịch COVID-19. Anime được phát sóng trở lại từ tập đầu tiên vào ngày 7 tháng 6 năm 2020.